# Kurt Kersten
Kurt Kersten, noto anche con lo pseudonimo di Georg Forster (Wehlheiden, 19 aprile 1891 – New York, 18 maggio 1962), è stato uno storico, scrittore e giornalista tedesco.

## Biografia
Dopo aver conseguito il dottorato in filosofia con la tesi Voltaires Henriade in der deutschen Kritik, venne arruolato nel servizio militare, ma si ritirò poco dopo la rivoluzione di novembre, stabilendosi a Berlino. Qui frequentò i circoli espressionisti di sinistra Die Aktion e Malik-Verlag di Franz Pfemfert, militò nel Partito Comunista di Germania, lavorò per la sezione lungometraggi del Die Rote Fahne e oollaborò a stretto contatto con Willi Münzenberg.
Con l'avvento del nazionalsocialismo fuggì a Praga e poi a Parigi, dove lavorò nel Fronte popolare e collaborò con le importanti riviste Internationale Literatur e Das Wort. Durante la seconda guerra mondiale venne deportato nella Martinica, per poi approdare a New York nel 1946, dove lavorò per la rivista Aufbau dedicata agli immigrati tedeschi oltreoceano.
Scrisse di storia, di politica e di letteratura tedesca. Fu autore di ampie monografie su Bismark, Federico il Grande, Pietro il Grande e Georg Forster.